# 매그나칩반도체
매그나칩반도체(Magnachip Semiconductor)는 통신, IoT, 가전, 산업, 자동차 등의 애플리케이션에 탑재되는 아날로그 및 혼성신호 반도체를 설계·생산하고, 전 세계 고객들에게 표준 규격에 맞는 다양한 솔루션을 제공한다. 40여 년 동안, 매그나칩은 엔지니어링, 설계 및 제조 공정 영역에서 광범위한 전문 지식을 축적해 왔고, 약 1,100건의 특허를 보유하거나 출원 중에 있다.

## 주요 제품

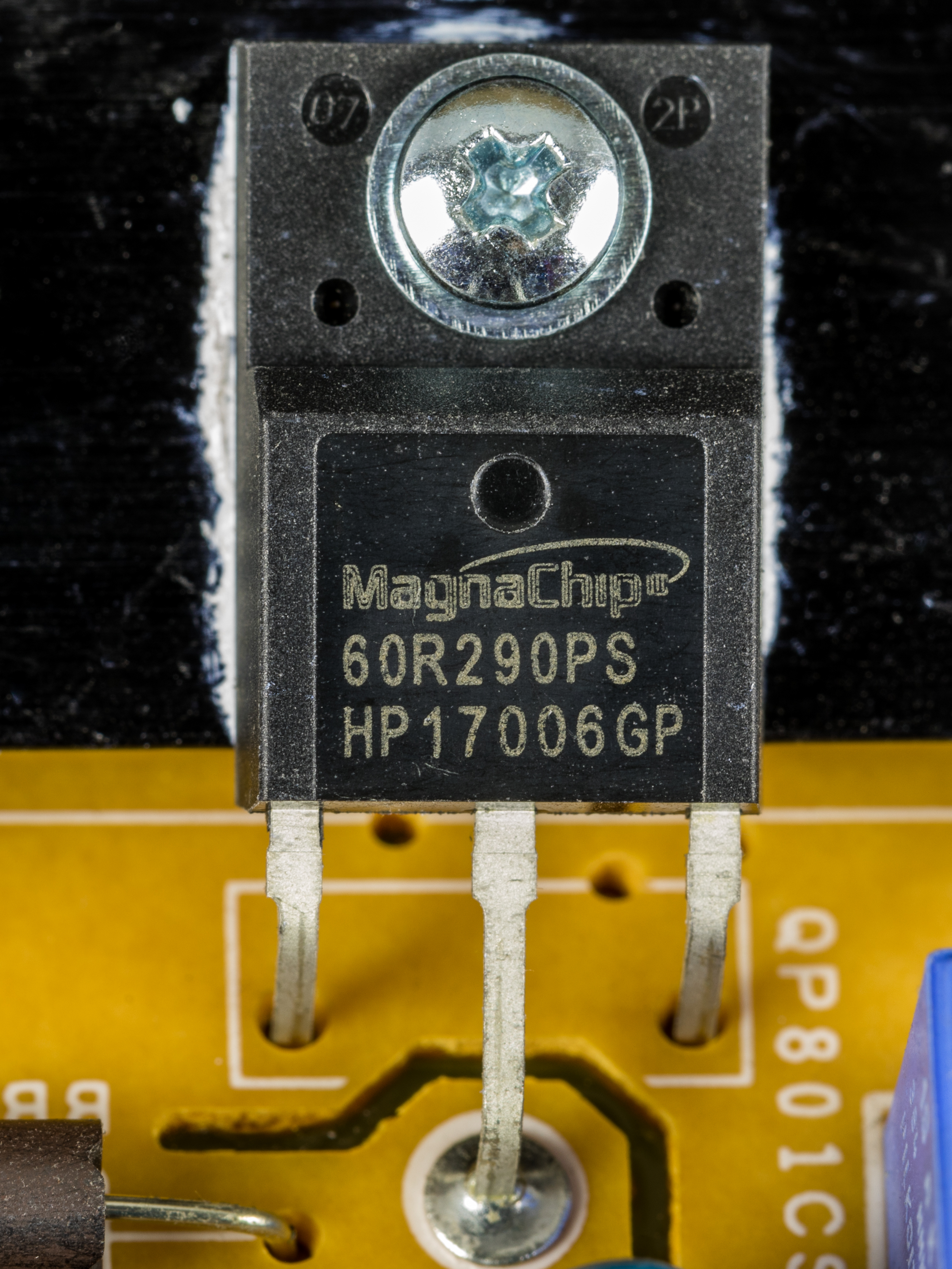
MagnaChip 60R290PS Power MOSFEt

- MagnaChip 60R290PS Power MOSFEtOLED 디스플레이 드라이버 IC (DDIC)
- LCD 디스플레이 드라이버 IC (DDIC)
- Super junction MOSFET (SJ MOSFET) : 500V, 600V, 650V, 700V, 800V, 900V
- High-voltage MOSFET (HV MOSFET) : 200V, 250V, 400V, 500V, 600V, 650V
- Medium-voltage MOSFET (MV MOSFET) :  40V, 60V, 80V, 100V, 135V, 150V
- Low-voltage MOSFET (LV MOSFET) : 12V, 20V, 24V, 30V
- Discrete IGBT : 650V, 1200V
- IGBT Chip for Standard Module : 1200V
- LED Solutions : LED BLU Driver, LED Lighting Driver
- Mobile Soution : Analog Switch, DC-DC Converter, LED BLU Driver
- Power Conversion : DC-DC Converter, AC-DC Converter

## 기업 핵심 가치
- 혁신: 창의적으로 문제를 해결하여 매그나칩과 고객은 물론, 전 인류와 지구를 위한 미래를 만듬.
- 투명성: 임직원, 고객, 투자자 및 지역 사회의 신뢰를 얻고자 모든 사업에 가장 엄격한 기준을 적용.
- 품질: 우수한 제품과 서비스로 고객에게 높은 가치를 제공.
- 팀워크: 다양한 관점을 존중하며 건설적인 피드백을 공유하고 서로 지지함으로써 협업의 효율을 높임.

## 로고
- 심볼: 매그나칩 대문자 M 형태를 얇고 섬세한 반도체 형태로 시각화. 날카로운 직선과 면으로 3차원의 입체감을 만들어 매그나칩의 전문성과 기술력을 상징.
- 워드마크: 가시성이 높고 트랜디한 산 세리프 서체를 기본으로 디자인하여 새롭게 도약하는 매그나칩의 모습을 표현.
- 컬러: 세련되고 안정감을 주는 블랙을 사용하여 앞선 기술과 프리미엄 제품을 제공하는 매그나칩의 기업 이미지를 강조.

## 사업장
- 청주 사무실: 충청북도 청주시 흥덕구 직지대로436번길 76(송정동) 15층, 28581
- 서울 R&D 사무실: 대한민국 서울특별시 영등포구 여의대로 108(여의도동), 파크원 타워2, 40층, 07335
- 수원 사무실: 대한민국 경기도 용인시 기흥구 흥덕1로 13(영덕동) 10층 A1010-1011, 16954
- 구미 사무실: 대한민국 경상북도 구미시 수출대로 375(임수동), 39387
- 매그나칩 국내외 사업장 정보